# Баличи (Болнисский муниципалитет)
Баличи (груз. ბალიჭი) — село в Грузии, на территории Болнисского муниципалитета края (мхаре) Квемо-Картли.

## География
Село находится в юго-восточной части Грузии, на правом берегу реки Машаверы, на расстоянии приблизительно 12 километров (по прямой) к юго-западу от города Болниси, административного центра муниципалитета. Абсолютная высота — 824 метра над уровнем моря.

## Население
По результатам официальной переписи населения 2014 года в Баличи проживало 783 человека (393 мужчины и 390 женщин). В национальной структуре населения грузины составляли 98,7 %, армяне — 0,9 %.
| Год  | Население, человек |
| ---- | ------------------ |
| 2002 | 1023               |
| 2014 | ↘ 783              |